# La Mouche et l'Araignée
La Mouche et l'Araignée est une nouvelle de science-fiction écrite par Serge Brussolo et publiée en 1978. Il s'agit de l'une des premières nouvelles publiées par l'auteur, alors âgé de 27 ans.

## Publications

### Publications en France
La nouvelle a été publiée dans :
- Futurs n° 4, éd. Futurs Presse, 1978.
- Vue en coupe d'une ville malade, éd. Denoël, 1980 (réédition en 1985).
- Soleil de soufre et autres nouvelles, éd. Librio, collection SF-Fantastique n°291, mai 1999.
- L'Hexagone halluciné, anthologie, Le Livre de poche, 1988.
- Les Enfants du mirage, tome 1, éd. Naturellement, septembre 2001.
- Cauchemars parallèles, éd. Omnibus, mars 2006.
- Trajets et itinéraires de la mémoire, éd. Folio SF n°465, octobre 2013.

### Publications hors de France
La nouvelle a été publiée en Roumanie :
- Musca și Păianjenul (2014)[2].

## Résumé
La nouvelle comprend deux parties.
Dans une première partie onirique, Gahl déambule dans un univers incompréhensible, aux formes mouvantes et illusoires. Où est-il ? Que fait-il ? Il erre sans but dans des lieux inconnus. Avec son rasoir, il tranche le cordon ombilical qui le relie à sa mère.
Dans la seconde partie, on apprend que Gahl s'était porté volontaire pour un essai clinique sur la biostase. Or l'essai a connu un dysfonctionnement : le corps de Gahl s'est habitué au produit anesthésique. Pas encore réveillé et inconscient, il a erré en état second dans le vaisseau spatial médical. Puis Gahl a enfilé un scaphandre spatial et s'est jeté, depuis le sas, dans le vide intersidéral. Il a tranché, non pas un cordon ombilical, mais le tuyau qui le reliait au vaisseau. Son ex-épouse est avertie du drame : perturbé par une mère castratrice et l'absence d'un père, vivant mal son divorce, Gahl se sentait comme une mouche prise dans la toile d'une araignée. Il s'est libéré en se suicidant.